# Immer dieses Einhorn
Immer dieses Einhorn (orig: Go Away, Unicorn!) ist eine Zeichentrickserie, die auf einem gleichnamigen Kinderbuch von Emily Mullock basiert und in den Jahren 2018 bis 2019 ausgestrahlt wurde. Die erste deutsche Ausstrahlung erfolgte auf Disney Channel.

## Inhalt
Die siebenjährige Alice interessiert sich nicht für „typischen Mädchenkram“ wie Teepartys und rosa Kleider, sondern mehr für Kultur und Wissenschaft. Bei ihrer Geburtstagsparty erscheint plötzlich ein anhängliches Einhorn, das dafür sorgt, dass sich das Mädchen auch für Spaß begeistert.
- Alice: Sie feiert gleich in der ersten Folge ihren siebten Geburtstag. Dort erscheint ein Einhorn und ab da ändert sich ihr Leben komplett. Obwohl sie das Einhorn oft nervig findet und der Spruch „Trab ab, Einhorn!“ (im Original: „Go Away, Unicorn!“) zu einem Markenzeichen der Serie wird, gewinnt sie es doch lieb.
- Einhorn: Niemand weiß, woher und warum es kommt, aber seit der Geburtstagsfeier weicht dieses Einhorn nicht von Alice’ Seite. Es ist oft ungeschickt und chaotisch, aber durch sein Zauberhorn kann es oft hilfreich sein.
- Alice’ Eltern: Alice’ Eltern machen sich oft Sorgen, dass Alice ihre Kindheit nicht richtig genießt. Deshalb finden sie es gut, dass das Einhorn in ihr Leben getreten ist, auch wenn es oft für Probleme sorgt. Der Vater ist beruflich Bauingenieur.
- Hugo: Hugo ist Alice’ kleiner Bruder. Da er noch ein Baby ist, wird er oft falsch verstanden, was ihn dann beleidigt. Dem Zuschauer wird seine Äußerung durch eine Sprechblase mit Bild darin erklärt.
- Ollie: Ollie ist Alice’ bester menschlicher Freund und indischer Abstammung. In der 26. Folge erfährt man, dass er auch einen magischen Freund hat, nämlich einen weiblichen, kleinen Drachen.
- Pixie: Pixie ist Alice’ beste Freundin, obwohl die beiden komplett verschieden sind. Pixie trägt gerne Kleider, ist nicht besonders schlau und Rosa ist ihre Lieblingsfarbe. Dennoch hat Alice auch Pixie sehr lieb.

## Produktion und Veröffentlichung
Die Serie entstand nach einem Konzept von Dan Signer als Adaption des gleichnamigen Kinderbuchs von Emily Mullock. Sie sollte zunächst ab 2013 bei Tricon Films & Television and Mercury Filmworks entstehen. Als Tricon 2016 in Insolvenz ging, wurde das Konzept von Sonar Entertainment für Disney und Corus Entertainment übernommen. Die Produktion wurde von Sonar an Studio Nelvana vergeben und begann 2017. Regie führte Jason Groh. Produzentin war Coral Schoug, die Musik komponierte Matt Ouimet. Für den Schnitt war Jason Cohen verantwortlich und die künstlerische Leitung lag bei Jelena Sisic.
Die 26 Folgen mit je 22 Minuten Länge wurden erstmals vom 7. September 2018 bis zum 8. Juni 2019 von YTV in Kanada gezeigt. Eine französische Fassung lief beim kanadischen Sender Télétoon. Es folgten Ausstrahlungen beim Disney Channel in den USA, Großbritannien und auch in Deutschland. Die deutsche Premiere war am 2. September 2019. Die letzte Folge wurde am 20. September 2019 gezeigt. Die Serie wurde auch in Frankreich, Polen und Spanien ausgestrahlt.

## Synchronsprecher
| Rolle   | Originalsprecher     |
| ------- | -------------------- |
| Alice   | Rebecca Husain       |
| Einhorn | Chris Diamantopoulos |
| Papa    | Chris Diamantopoulos |
| Mama    | Jennifer Hale        |
| Hugo    | Jennifer Hale        |
| Ollie   | Varun Saranga        |
| Pixie   | Josette Halpert      |